# رین تارامه
رین تارامه (استونیایی: Rein Taaramäe؛ زادهٔ ۲۴ آوریل ۱۹۸۷) دوچرخه‌سوار اهل استونی است.
از باشگاه‌هایی که در آن بازی کرده‌است می‌توان به تیم کاتیوشا–آلپتسین و تیم آستانه اشاره کرد. وی در مسابقات مهمی همچون بازی‌های المپیک تابستانی ۲۰۰۸ و ۲۰۱۶، تور دو فرانس و جیرو دیتالیا شرکت کرده است.